# The Linde Group
De Linde Groep is een internationaal industrieel gas- en ingenieursbedrijf dat werd opgericht in 1879 door Carl von Linde en vennoten. Het hoofdkantoor van de onderneming staat in München. De formele naam is Linde Plc. De aandelen van Linde worden verhandeld op de New York Stock Exchange.

## Activiteiten
Het bedrijf is vooral gericht op de productie van gassen voor industrieel en medisch gebruik en voor de voedsel- en drankensector. Dit bedrijfsonderdeel maakte in 2022 meer dan 85% van de totale omzet uit. De rest van de omzet wordt behaald door de Engineeringsafdeling. Deze afdeling maakt installaties die gebruikt worden bij de productie van gassen. Gassen die Linde produceert en verkoopt zijn onder andere zuurstof, stikstof, waterstof en edelgassen als helium, argon, krypton, neon en xenon.
Het bedrijf is wereldwijd actief in meer dan 100 landen. Noord- en Zuid-Amerika is de belangrijkste afzetregio, hier werd in 2022 iets meer dan 40% van de omzet gerealiseerd, gevolgd door Europa, Midden-Oosten en Afrika (25%) an Azië (20%). Het gas wordt afgeleverd per tankauto of in gascilinders, maar een substantieel deel wordt ook op de locatie van de gebruiker geproduceerd.

### Linde in Nederland
In januari 2007 heeft Hoek Loos zijn naam aangepast naar Linde Gas Benelux. Hoek Loos, sinds 1907 gevestigd in Schiedam, kwam in 2001 volledig in handen van Linde.

## Geschiedenis
In september 2006 nam de Linde Groep de Britse concurrent BOC Group over. Daarmee werd de Linde Groep met een marktaandeel van 21% de grootste industriële gasonderneming ter wereld, gevolgd door Air Liquide met 19%, Praxair met 13%, Air Products met 10%, Nippon Sanso met 4%, Airgas met 3% en Messer met 1%. In dat jaar werd het bedrijfsonderdeel van Linde dat heftrucks maakt verkocht. Kohlberg Kravis Roberts & Co. en een onderdeel van Goldman Sachs betaalden hiervoor US$ 4,6 miljard. Er werkten toen 20.000 voor het bedrijf met een omzet van € 3,6 miljard in 2005. De heftrucks worden nog altijd onder de Linde merknaam verkocht.
In augustus 2016 werd bekend dat het Amerikaanse industriële gasbedrijf Praxair met Linde sprak over een fusie. De twee zouden samen het grootste industriële gasbedrijf ter wereld worden. Eerder dat jaar gingen Air Liquide en Airgas al samen. Praxair was ooit onderdeel van Linde en werd in 1907 opgericht onder de naam Linde Air Products. Tijdens de Eerste Wereldoorlog groeide de Amerikaanse tak zo snel dat het het Duitse moederbedrijf in omzet overtrof. Linde Air Products werd uiteindelijk overgenomen door Union Carbide, onderdeel van Dow Chemical en sinds 1992 was het actief onder de naam Praxair. Een maand later werden gesprekken alweer gestaakt, de twee konden het niet eens worden over de governance.
Eind november 2016 blies Praxair de gesprekken met Linde nieuw leven in. Er werd gesproken over een 'fusie van gelijken'. Om de gesprekken te versoepelen trad de bestuursvoorzitter van Linde, Wolfgang Buechele, per direct af. Op 31 oktober 2018 werd de fusie een feit en werden de aandelen ook op de New York Stock Exchange genoteerd. De combinatie zou in 2017 een gecombineerde omzet hebben behaald van US$ 27 miljard en zo'n 80.000 medewerkers tellen in meer dan 100 landen . 
Op 18 januari 2023 stemden de aandeelhouders in met een belangrijke reorganisatie. De Duitse beursnotering werd per 1 maart 2023 beëindigd.

## Foto's

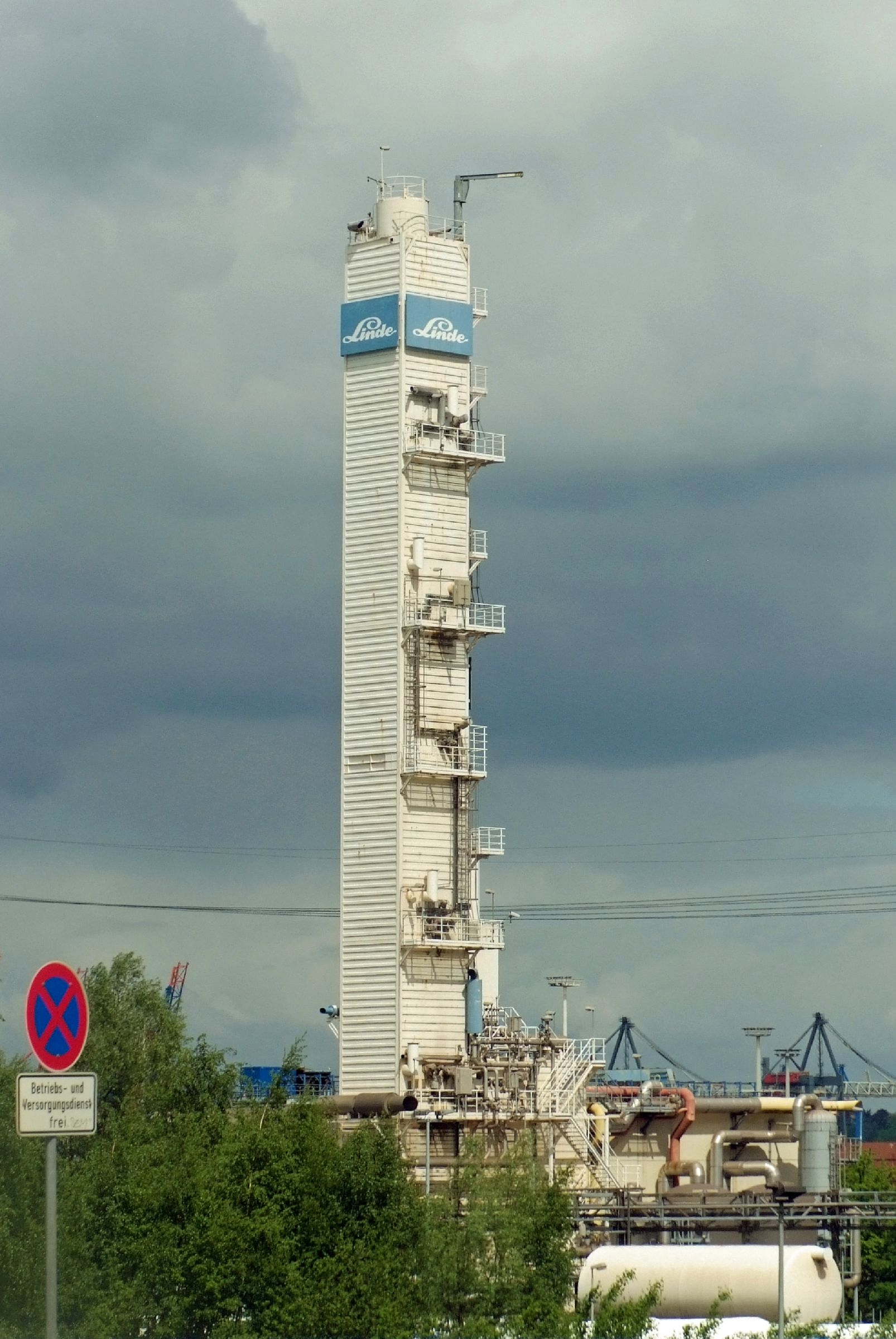
Linde Gas, Hamburg-Wilhelmsburg
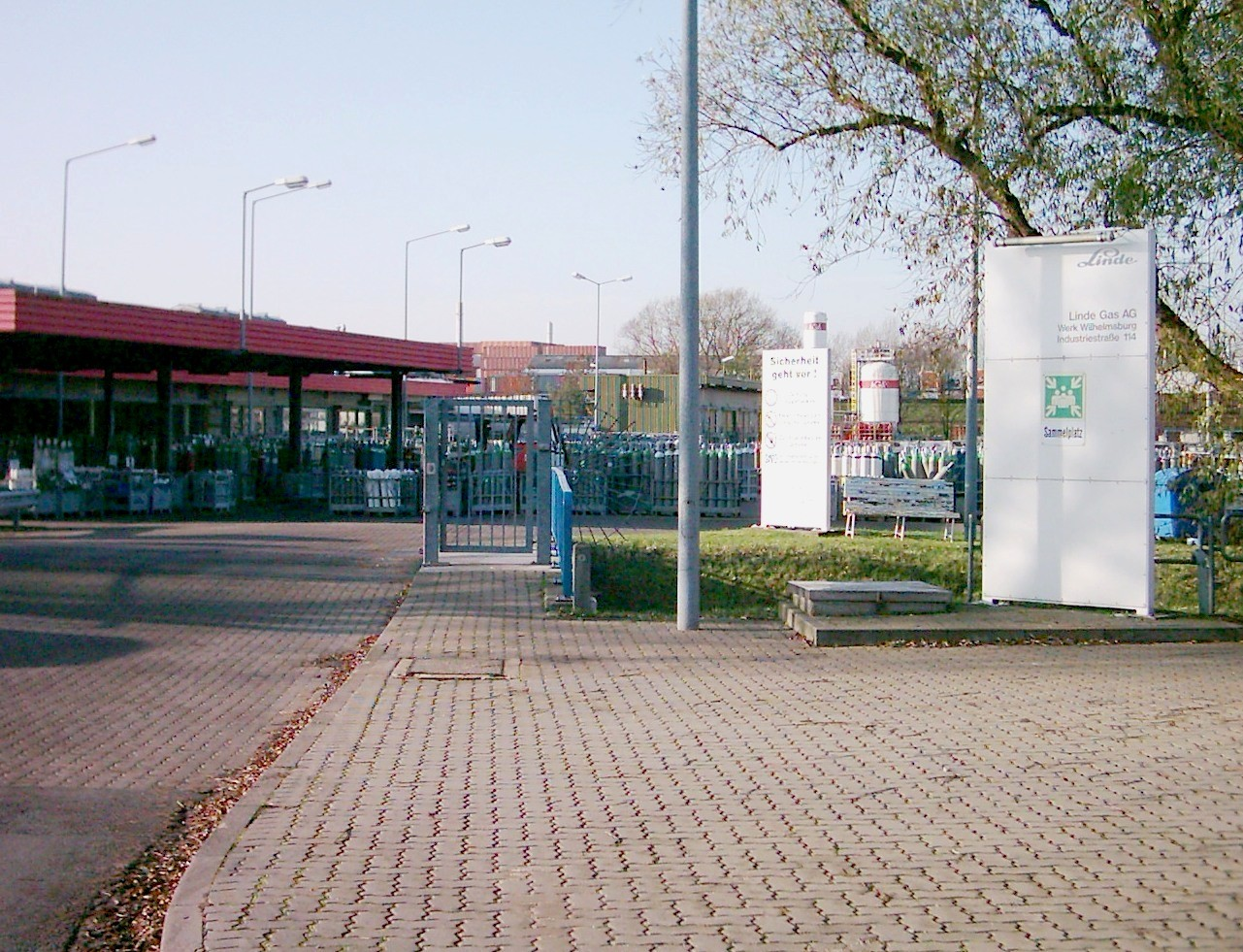
Linde Gas, Hamburg-Wilhelmsburg
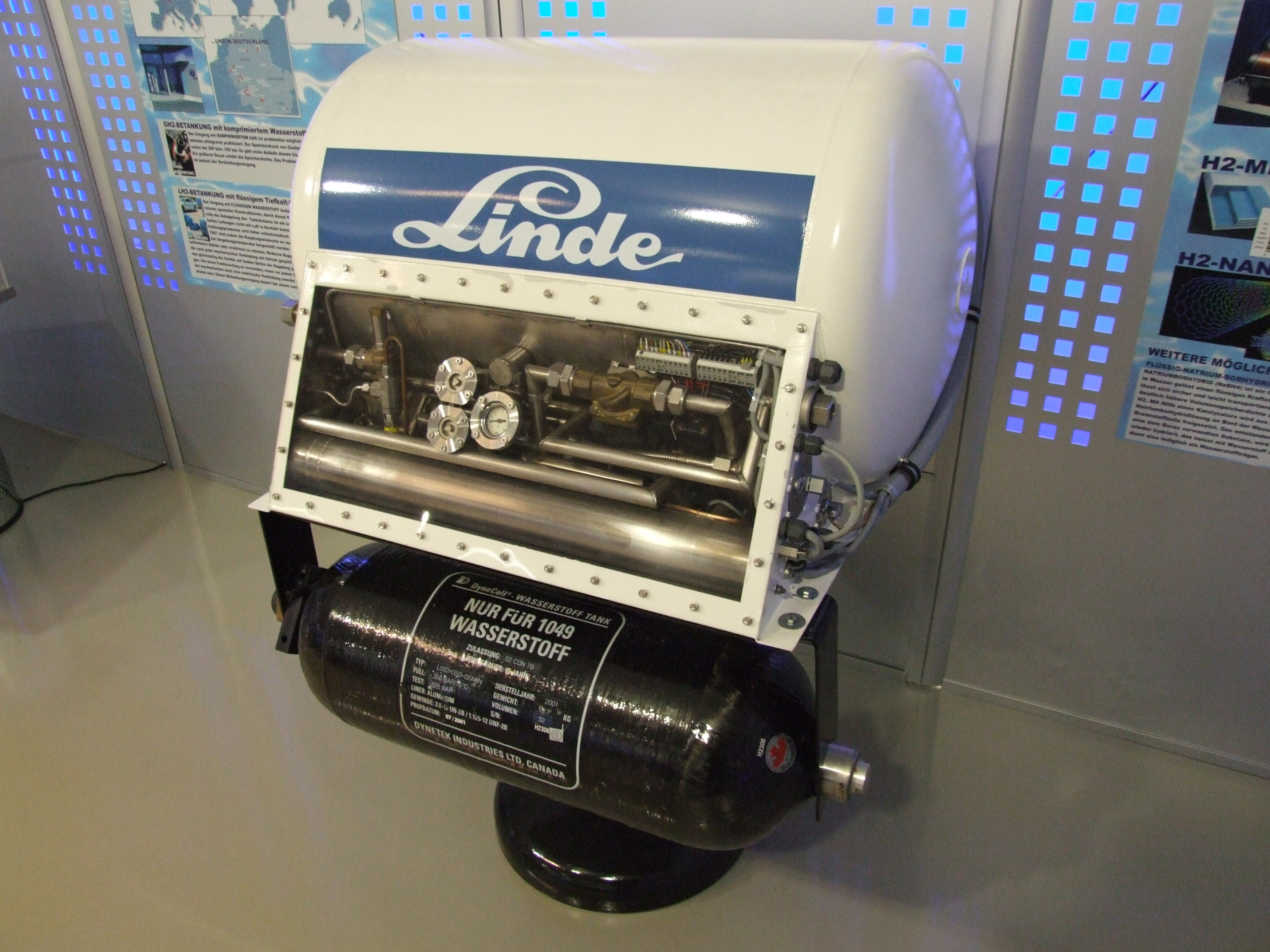
Tank voor vloeibare waterstof van Linde
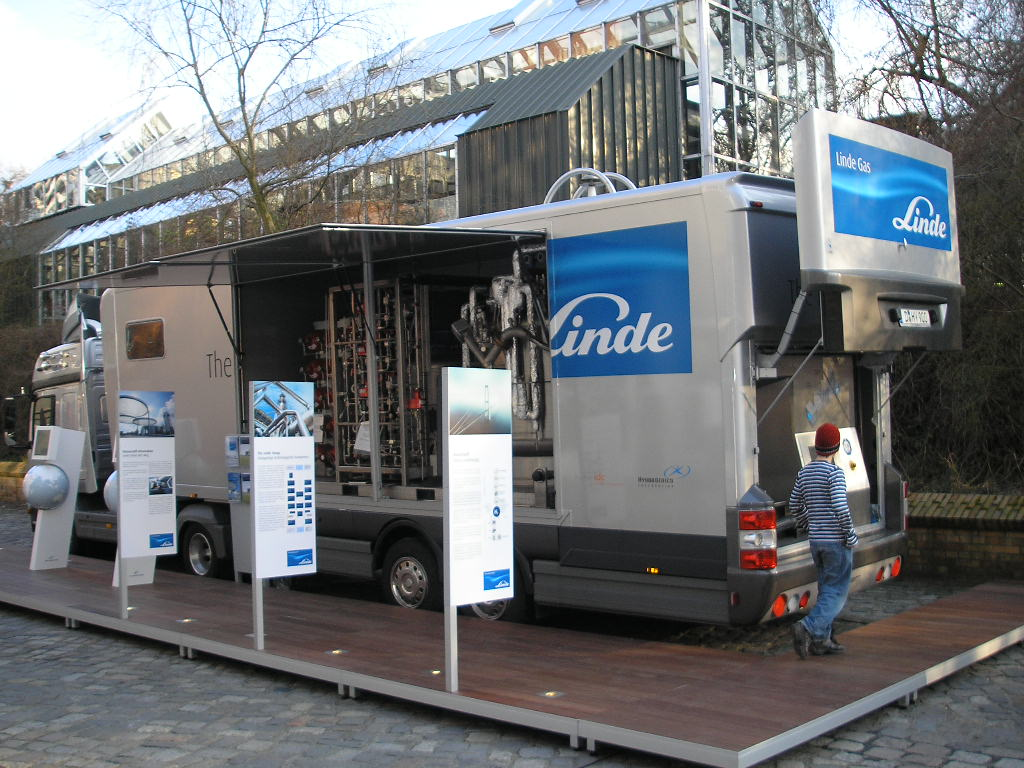
Mobiel waterstof-tankstation van Linde

Air Liquide · Air Products · BASF · The Linde Group · Nippon Sanso